# 髑髅贝纲
髑髅贝纲（学名：Craniata）又稱顱形貝綱、頭殻綱，是腕足动物门髑髅贝型亚门（学名：Craniiformea）下唯一的一纲。髑髅贝类過往屬於無鉸綱，無鉸綱被廢除後大多數物種被歸為舌形貝型亞門，髑髏貝類則因形態、外殼成分等諸多差異而歸屬於獨自的亞門。
髑髅贝类早在寒武紀便已出現，且至今仍存在現生種。髑髏貝綱分為三個目：現存的髑髏貝目和已滅絕的擬髑髏貝目及三分貝目。

## 下属分类
本纲包括以下目：
- 髑髅贝目 Craniida
- †拟髑髅贝目 Craniopsida
- †三分贝目 Trimerellida

目的地位未定的科：
- Adensuidae
- Craniopsidae
- Trimerellidae
- Ussuniidae
- Zhuzhaiidae

目和科的地位未定的属：
- Merglia Franke, 2012
- Vaculina